# Alesis

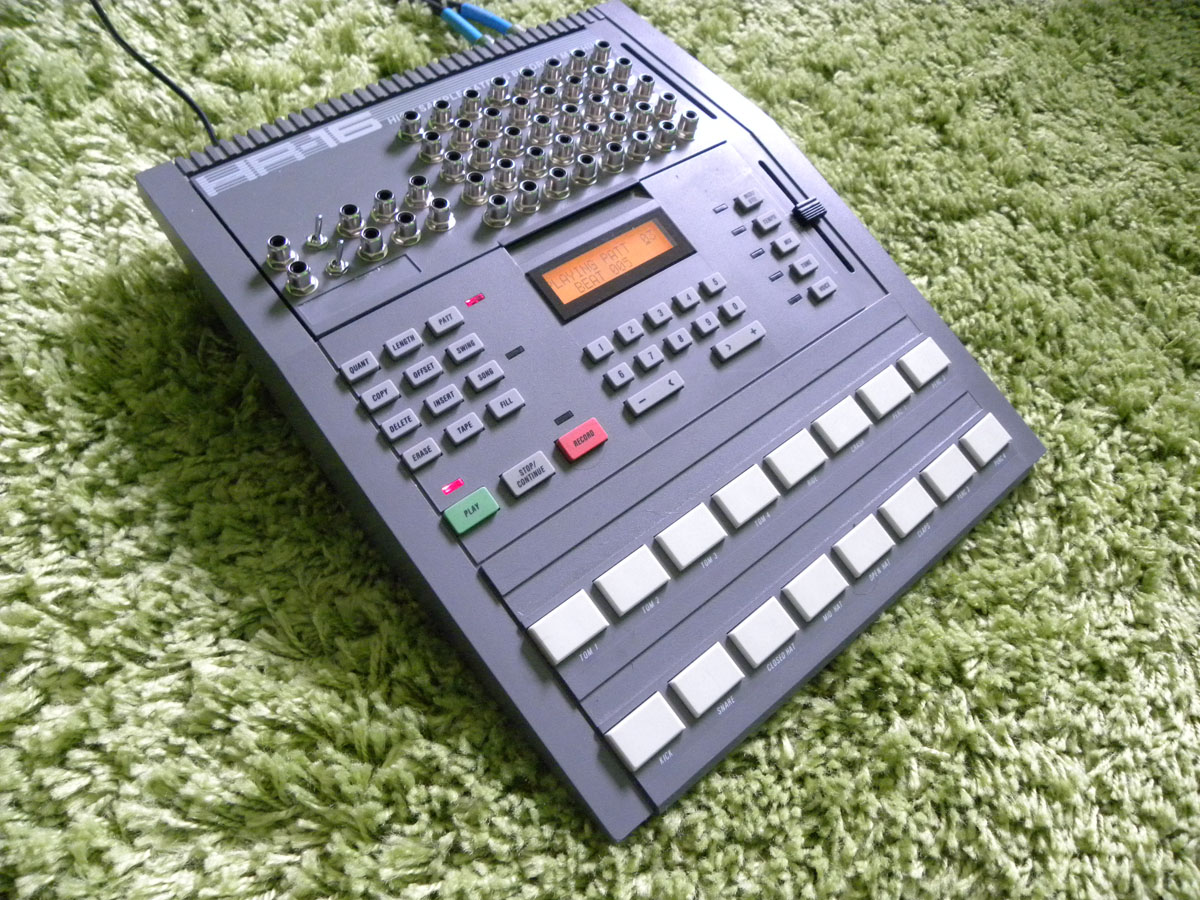
Драм-машина HR-16 выпуска 1987 года

Alesis — американская компания, производитель электромузыкальных инструментов и оборудования для студий звукозаписи. Известна как разработчик стандарта цифровой звукозаписи ADAT. Основана в 1984 году, с 2001 года принадлежит Джеку О’Доннеллу (группа InMusic Brands).

## История
Компания основана в 1984 году Китом Барром (англ. Keith Barr, 1949—2010), который известен также как сооснователь фирмы-производителя гитарных процессоров MXR; базировалась в Голливуде (штат Калифорния). Первые продукты — интегрированные процессоры эффектов, из которых наиболее известен цифровой ревербератор XT Reverb, выпущенный в 1985 году и отпускавшийся по сравнительно низкой для такого уровня продуктов цене — $799.
В конце 1980-х годов при участии приглашённого инженера Маркуса Райла (англ. Marcus Ryle), позднее основавшего компанию Line 6, Alesis освоил выпуск аппаратных секвенсоров и драм-машин.

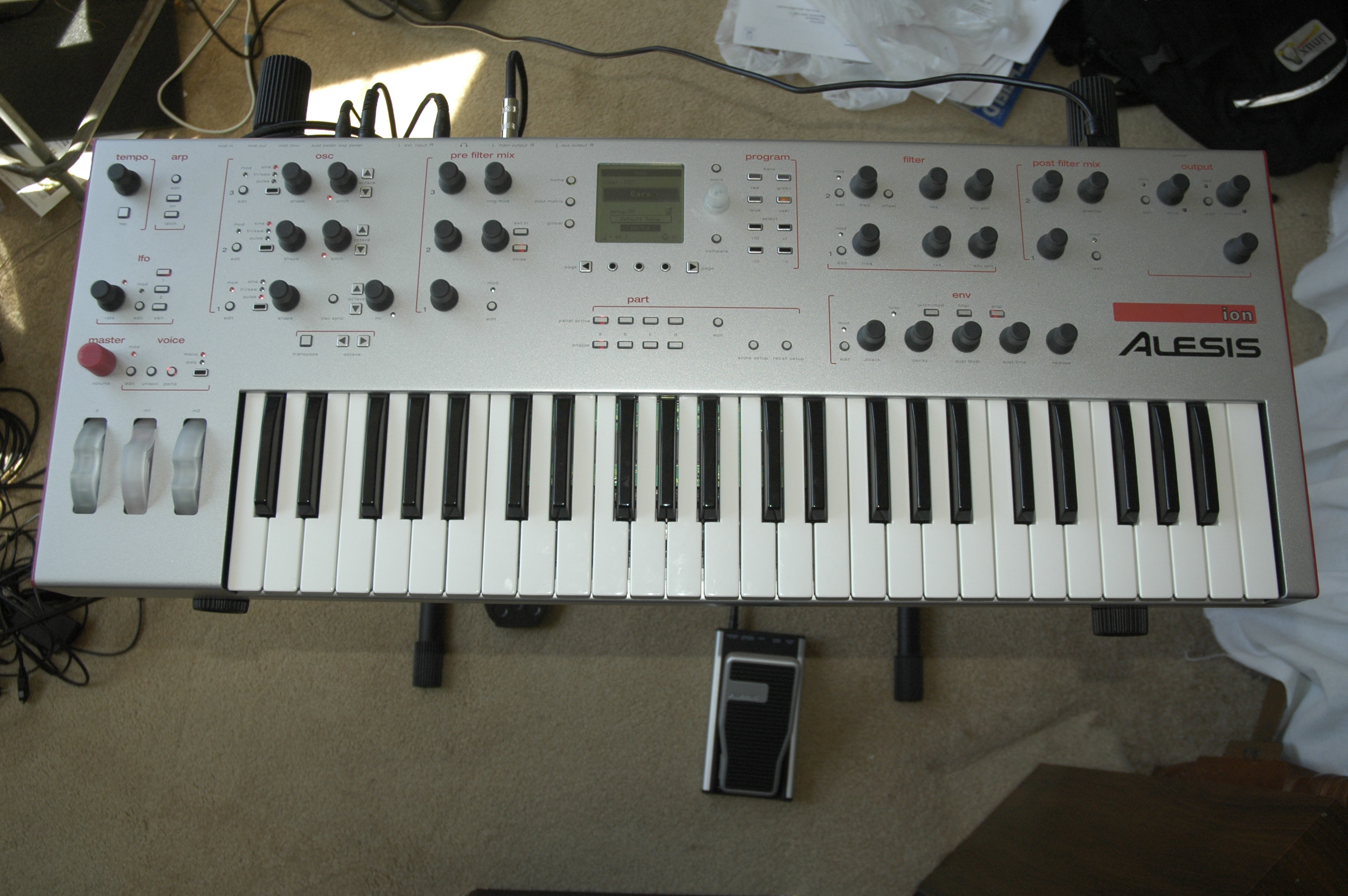
Синтезатор Alesis Ion

В 1991 году компания представила формат ADAT и аппаратное устройство ADAT-записи, обеспечивающее запись 8 дорожек 16-битного аудиосигнала на S-VHS-кассету. В течение 1990-х годов Alesis значительно расширил продуктовую линейку, в том числе представил серию синтезаторов, начал выпуск студийных мониторов, микшеров.
В 2001 году компания столкнулась со значительными финансовыми осложнениями, и объявила о банкротстве, допускающем реструктуризацию (в соответствии с 11-й главой Кодекса США о банкротстве). В процессе реструктуризации, компания была приобретена её нынешним владельцем — Джеком О’Доннеллом, позднее объединившим Alesis и другие активы (в числе которых фирмы Numark, Akai, M-Audio, ION Audio) в группу InMusicBrands.
По состоянию на 2016 год компания сохранила большинство линеек продуктов, расширяя их современными функциональными возможностями (прежде всего, такими как интеграция с персональными компьютерами и портативной цифровой электроникой).

## ADAT

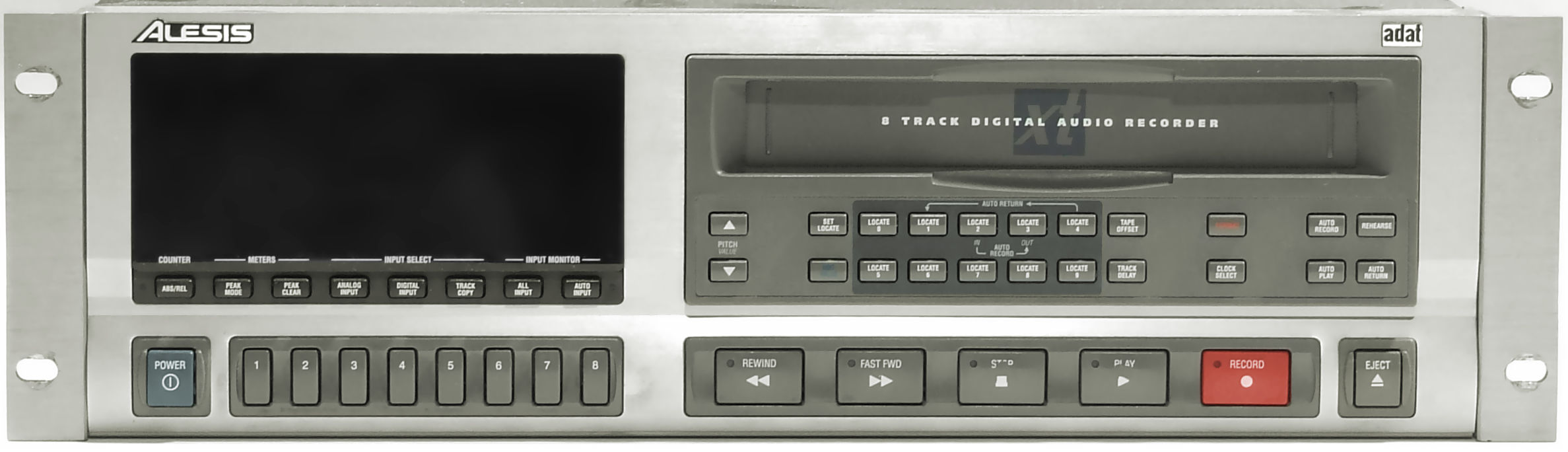
ADAT-магнитофон выпуска 1995 года

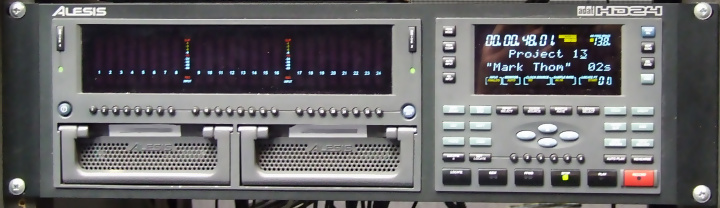
Alesis HD24 — устройство звукозаписи на жёстких дисках, предлагаемое взамен ADAT

Наиболее известной инновацией Alesis стала разработка пакета стандартов ADAT (аббревиатура от англ. Alesis Digital Audio Tape), предложенная для устранения ограничений форматов DAT. Основа стандарта определяет формат восьмидорожечной записи звукового сигнала на кассеты стандарта S-VHS, при этом ADAT предоставляет возможность синхронизации до 16 различных ADAT-машин, что может обеспечить одновременную обработку до 128-и дорожек. Также в ADAT входит стандарт передачи многодорожечного звукового сигнала по оптическому кабелю (фигурирует под названиями ADAT Lightpipe и ADAT optical interface). В 1990-е годы другие стандарты передачи звукового сигнала — S/PDIF и AES/EBU — не позволяли обеспечить передачу восьмиканального многодорожечного сигнала, поэтому ADAT весьма широко распространился в среде музыкантов и звукоинженеров.
Стандарты ADAT поддерживались некоторыми сторонними производителями, в том числе Maxell, BASF, Digidesign, Yamaha, Tascam, выпускавшими оборудование, совместимое с ADAT.
С ростом доступности систем записи на основе жёстких дисков, популярность пакета стандартов ADAT стала спадать. В 2001 году Alesis выпустил устройство цифровой записи на жёстких дисках ADAT HD24 c Ethernet-интерфейсом на основе операционной системы Nucleus, фактически тем самым завершив историю развития ADAT и обеспечив пользователям оборудования Alesis плавный переход к новому поколению цифровой звукозаписи.

## Продукция
Некоторые известные продукты фирмы:

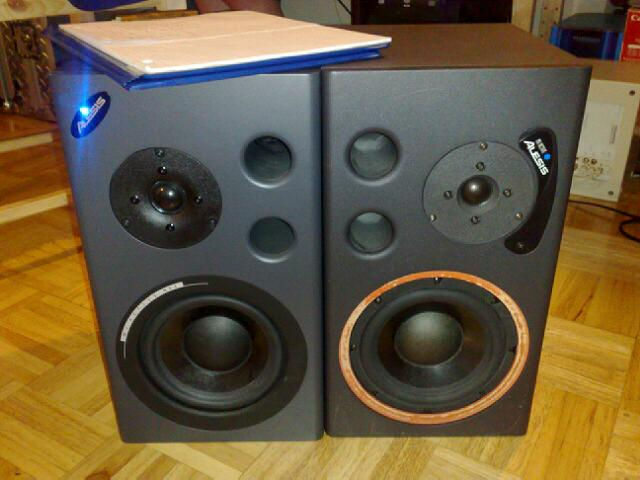
Активные студийные мониторы от Alesis

- линейки процессоров эффектов Microverb, Midiverb и Quadraverb,
- полифонический аналоговый синтезатор Andromeda,
- аналоговые моделирующие синтезаторы серии Micron,
- музыкальная рабочая станция Fusion,
- микшеры серий Multimix и iMultimix (со слотом для подключения iPod),
- студийные мониторы серий M1Active и MonitorOne,
- студийные усилители мощности серии RA,
- Драм-машины серии SR,
- ударные установки.